# Охраняемые природные территории Бутана
Охраняемые природные территории Бутана — занимают 46 % территории королевства, включают в себя национальные парки, заповедники, в том числе лесные и фаунистическиe, и заказники.
Длительная историческая изоляция Бутана (до 1974 года Бутан был практически закрыт для иностранцев) позволила не разрушить его богатую экзотическую природу и предоставила уникальную возможность дальнейшего её сохранения. Территории, созданные для защиты важнейших экосистем, не используются как туристические аттракционы.
Большинство охраняемых природных территорий Бутана были образованы в 1960 году и располагались в южных и северных районах королевства. Площадь национальных парков страны составляет 18 888 км², что составляет 46 % её территории. Вдоль границ с Индией и Китаем, как правило располагаются охраняемые территории.
Список охраняемых природных территорий Бутана:
- Природный заказник Бумделинг
- Национальный парк Джигме Дорджи
- Национальный парк Джигме Сингье Вангчука (ранее «Национальный парк Чёрных Гор»)
- Заповедник Кхалинг
- Природный заказник Пхибсу
- Королевский национальный парк Манас
- Природный заказник Сактен
- Национальный парк Тхрумшинг
- Заповедник Торса
- Парк столетия династии Вангчук
- Мотитхангский заказник такинов